# Denemarken op het Eurovisiesongfestival 1995
Denemarken werd op het Eurovisiesongfestival 1995 in Dublin vertegenwoordigd door Aud Wilken, met het lied Fra Mols til Skagen. Het was de zevenentwintigste deelname van Denemarken aan het songfestival.

## Finale
De Dansk Melodi Grand Prix, gehouden in Kopenhagen, werd gepresenteerd door Sidsel Agensø en Gry la Cour. Elf artiesten namen deel aan deze finale. De winnaar werd gekozen door een jury. In de eerste ronde vielen de 6 laagst geklasseerde artiesten af waarna in de tweede ronde de winnaar aangeduid werd.

| Volgorde | Artiest            | Lied                               | Punten | Plaats |
| -------- | ------------------ | ---------------------------------- | ------ | ------ |
| 1        | Johnny Jørgensen   | "Hvis du bli'r ved"                | -      | -      |
| 2        | Aud Wilken         | "Fra Mols til Skagen"              | 46     | 1      |
| 3        | Jacob Launbjerg    | "Vi ses en dag"                    | -      | -      |
| 4        | Misen Larsen       | "Stille krig"                      | -      | -      |
| 5        | Ulla Henningsen    | "Du kysser som en drom"            | 43     | 3      |
| 6        | Søren Launbjerg    | "Venter det bedste"                | -      | -      |
| 7        | Master Fatman      | "Jordisk Kærlighed"                | 41     | 4      |
| 8        | Channe Nussbaum    | "Det blev os alligevel"            | -      | -      |
| 9        | Lars Muhl          | "Europa"                           | 44     | 2      |
| 10       | Veronica Mortensen | "Ingen gør mig ensom helt som dig" | 39     | 5      |
| 11       | Mads Nørregård     | "Det dybe stille wand"             | -      | -      |

## In Dublin
Denemarken moest tijdens het festival aantreden als 19de, na Zweden en voor Slovenië. Aan het einde van de puntentelling bleek dat Wilken op een vijfde plaats was geëindigd met 92 punten.
Ze ontving twee keer het maximum van 12 punten.
België had 3 punten over voor deze inzending en Nederland deed niet mee in 1995.

### Gekregen punten

#### Finale
| 12 punten            | 10 punten | 8 punten                                             | 7 punten                                     | 6 punten                        |
| -------------------- | --------- | ---------------------------------------------------- | -------------------------------------------- | ------------------------------- |
| - Noorwegen - Zweden | - Rusland |                                                      | - Duitsland - Ierland - IJsland - Oostenrijk | - Portugal - Slovenië - Turkije |
| 5 punten             | 4 punten  | 3 punten                                             | 2 punten                                     | 1 punt                          |
|                      |           | - België - Bosnië en Herzegovina - Hongarije - Polen |                                              |                                 |

### Punten gegeven door Denemarken

#### Finale
Punten gegeven in de finale:
| 12 punten | Zweden                |
| 10 punten | Oostenrijk            |
| 8 punten  | IJsland               |
| 7 punten  | Verenigd Koninkrijk   |
| 6 punten  | Frankrijk             |
| 5 punten  | Cyprus                |
| 4 punten  | Malta                 |
| 3 punten  | Bosnië en Herzegovina |
| 2 punten  | Noorwegen             |
| 1 punt    | Ierland               |

1957 · 1958 · 1959 · 1960 · 1961 · 1962 · 1963 · 1964 · 1965 · 1966 · 1967-1977 · 1978 · 1979 · 1980 · 1981 · 1982 · 1983 · 1984 · 1985 · 1986 · 1987 · 1988 · 1989 · 1990 · 1991 · 1992 · 1993 · 1994 · 1995 · 1996 · 1997 · 1998 · 1999 · 2000 · 2001 · 2002 · 2003 · 2004 · 2005 · 2006 · 2007 · 2008 · 2009 · 2010 · 2011 · 2012 · 2013 · 2014 · 2015 · 2016 · 2017 · 2018 · 2019 · 2020 · 2021 · 2022 · 2023 · 2024 · 2025